# Plan-les-Ouates
Plan-les-Ouates là một đô thị thuộc bang Geneva ở Thụy Sĩ.